# Napoleon Sipalay
Napoleon Balili Sipalay Jr. OP (ur. 20 października 1970 w Davao) – filipiński duchowny katolicki, biskup Alaminos od 2024.

## Życiorys

### Prezbiterat
Święcenia kapłańskie otrzymał 5 kwietnia 1997 w Zakonie Kaznodziejskim. Był m.in. dyrektorem ds. formacji duszpasterskiej w konwencie w Quezon City, mistrzem nowicjatu w Manaoag, misjonarzem w lankijskiej diecezji Kandy, przełożonym filipińskiej prowincji zakonnej oraz ojcem duchownym University of Santo Tomas Central Seminary w Manili.

### Episkopat
28 stycznia 2024 papież Franciszek mianował go biskupem diecezji Alaminos. SakraSakry udzielił mu 18 marca 2024 arcybiskup Socrates Villegas.